# Angeli del dolore
Angeli del dolore (The White Parade) è un film del 1934, diretto da Irving Cummings.

## Riconoscimenti
- 1935 - Premio Oscar
  - Candidato come Miglior film